# Arzenc-d’Apcher
Arzenc-d’Apcher – miejscowość i gmina we Francji, w regionie Oksytania, w departamencie Lozère. W 2013 roku populacja gminy wynosiła 49 mieszkańców. Przez gminę przepływa rzeka Bès. 